# Philipp Martin
Philipp Martin (1994) es un deportista alemán que compite en escalada. Ganó una medalla de plata en el Campeonato Mundial de Escalada de 2021, en la prueba combinada.

## Palmarés internacional
| Campeonato Mundial | Campeonato Mundial | Campeonato Mundial | Campeonato Mundial |
| Año                | Lugar              | Medalla            | Prueba             |
| ------------------ | ------------------ | ------------------ | ------------------ |
| 2021               | Moscú (Rusia)      | Medalla de plata   | Combinada          |